# Orpinomyces bovis
Orpinomyces bovis är en svampart som beskrevs av D.J.S. Barr, H. Kudo, Jakober & K.J. Cheng 1989. Orpinomyces bovis ingår i släktet Orpinomyces och familjen Neocallimastigaceae.   Inga underarter finns listade i Catalogue of Life.